# Cristina Pereyra
María Cristina Pereyra (nacida en 1964) es una matemática venezolana. Es profesora de matemáticas y estadística en la Universidad de Nuevo México y autora de varios libros sobre ondículas y análisis armónico. Entre 2019 y 2021 Pereyra fue miembro del Consejo de la Sociedad Americana de Matemáticas (AMS en inglés).

## Educación y carrera
Pereyra formó parte del equipo venezolano en las Olimpiadas Internacionales de Matemáticas de 1981 y 1982. En 1986 se licenció en matemáticas en la Universidad Central de Venezuela.
Cursó estudios de posgrado en la Universidad de Yale, donde se doctoró en 1993. Su tesis, Sobolev Spaces On Lipschitz Curves: Paraproducts, Inverses And Some Related Operators, fue supervisada por Peter Jones. Tras trabajar tres años como profesora en la Universidad de Princeton, se incorporó al cuerpo docente de la Universidad de Nuevo México en 1996.

## Libros
Pereyra ha sido autora o editora de:
- Lecture Notes on Dyadic Harmonic Analysis (Second Summer School in Analysis and Mathematical Physics, Cuernavaca, 2000; Contemporary Mathematics 289, American Mathematical Society, 2001)[6]
- Wavelets, Their Friends, and What They Can Do For You (with Martin Mohlenkamp, EMS Lecture Series in Mathematics, European Mathematical Society, 2008)[7]
- Harmonic Analysis: from Fourier to Wavelets (with Lesley Ward, Student Mathematical Library 63, American Mathematical Society, 2012)[8]
- Harmonic Analysis, Partial Differential Equations, Complex Analysis, Banach Spaces, and Operator Theory: Celebrating Cora Sadosky's Life, Vols. I, II (edited with S. Marcantognini, A. M. Stokolos, and W. Urbina, Association for Women in Mathematics Series, Springer, 2016 and 2017)